# Dorosmai János
Dorosmai János (Adásztevel, 1886. április 26. – Sopron, 1966. november 29.) magyar meseíró, költő, eszperantista.

## Élete
Kortársai már életében a magyar Aesopusnak, magyar La Fontaine-nek nevezték. Négy évtizeden át haláláig Sopron volt lakó- és munkahelye, irodalmi sikereinek színtere. Tolla alól közel hatvan éven át születtek a szebbnél szebb mesék, versek és aforizmák százai. Első verse Brádon jelent meg a Zaránd című hetilapban. Majd később Aradon három kötete. Ebben az időszakban jött létre kapcsolata Benedek Elekkel, amely az író halálával szűnt meg és fiával, Benedek Marcellel folytatódott az irodalmi együttműködés. Szépirodalmi sikerei révén lett tagja több irodalmi társaságnak ugyanakkor jócskán megnehezítette életét a társadalom visszásságát bíráló írásainak tartalma.

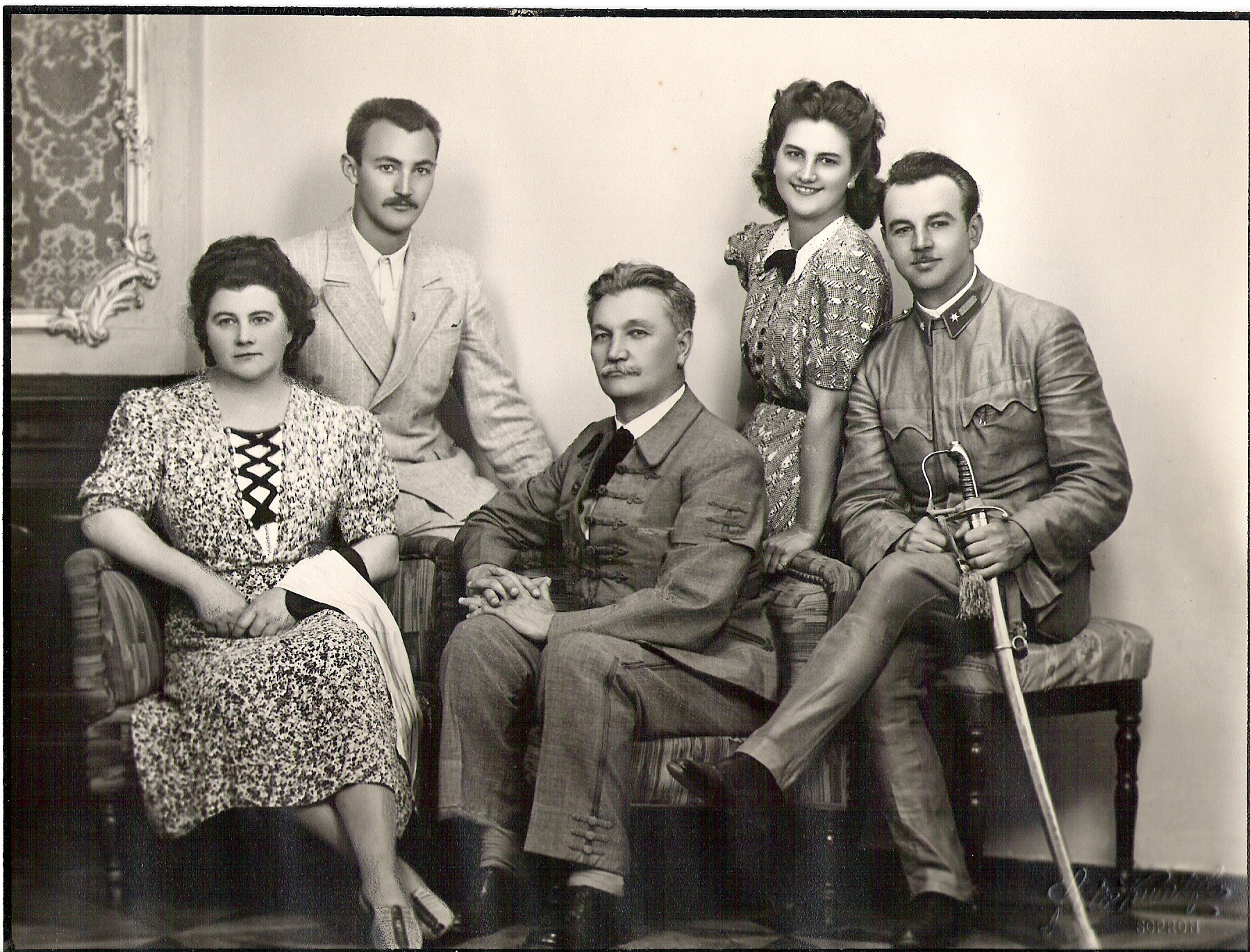
Dorosmai János (középen) felesége és gyermekei társaságában – Sopron, 1942

Irodalmi sikerei elismeréseként tagjává választotta többek között a nagykőrösi Arany János Társaság, az Országos Gárdonyi Géza Irodalmi Társaság és a Magyar Goethe Társaság. Alapító tagja az Országos Széchenyi Társaságnak, és újra kezdeményezte a Széchenyi zarándokutat, amely Sopronból Nagycenkre vezetett. A tanmese igazi hangját Sopronban találta meg és ebben nagy szerepe volt Vikár Bélának aki nemcsak felismerte, hogy fanyar humora, éles meglátásai, filozofikus hajlama révén kitűnő mestere lehet a műfajnak, hanem ösztönzést, biztatást adott a számára. 1933. május 6-án a La Fontaine Társaság budapesti Magyar estjén meséit Vikár Béla méltatta. Munkásságára külföldön is felfigyeltek, a soproni írót Európa szerte megismerték.
Meséit német és eszperantó nyelvre maga fordította. Az első aradi eszperantó-csoport társalapítója, valamint a háború alatt a soproni eszperantó kurzusok vezetője. Az 1940-es évek végétől kezdődő kor szellemisége nem kedvezett a csípős, fanyar, a társadalmi visszásságokat szóvá tevő meséknek. Az író vigasza a külföldi megjelenések és néhány, a lapokban közölt írásának öröme lehetett.
Meséit a Belga- Holland Rádió ismertette és folyamatosan tartottak felolvasást belőlük az 1953-as esztendőben. A DE ECHO hetilap folyamatosan közölte meséit 1953- és 1958 között A. G. M. Abbing fordításában. További megjelenések: De Echo, Vrije Vokjsblad, De Band, Soorboeks Weekblad, De Bode, Studio Catolika. Néhány tanmeséje jelent meg a határainkon túl, Délvidék egy lapjában és az iskolások magyar nyelvű olvasókönyveiben. Az eszperantó nyelv terjesztéséért végzett munkásságát az 1970-es évek elején a Sopronban tartott, az emlékének szentelt – országos eszperantó kongresszuson ismerték el. Könyveit Hertay Mária, Zsengeri Rózsi és Vörös János szobrász illusztrálta.

## Főbb művei
- Tücsökdalok (versek) Arad, 1922
- Hegyoldalon (költemények), Arad, 1927
- Mert szent a lant! (költemények) Arad, 1928
- Én szeretem az egyszerűséget (versek), Sopron, 1928
- Kis mesék nagyoknak Budapest, Stephaneum Nyomda R.T., 1937
- Mesék, aforizmák, Sopron, 1943, A Nagykőrösi Arany János Társaság kiadása
- Akinek nem inge, ne vegye magára Sopron, 1942 (sajtó alá rendezte és az utószót írta: Benedek Marcell)
- Ferde magyar tornyok között, 1940, Király Nyomda, Sopron
- Mosolygó Justitia sajtó alá rendezte dr. Törös László
- Johano Dorosmai: Fabeloj (fordította: Szabó Valéria)
- Dorosmay János: Fabeltjes voor grote mensen